# Груаро-Бањара (Венеција)
Груаро-Бањара (итал. Gruaro-Bagnara) је насеље у Италији у округу Венеција, региону Венето.
Према процени из 2011. у насељу је живело 1452 становника. Насеље се налази на надморској висини од 9 м.